# Amauridia fuscula
Amauridia fuscula är en fjärilsart som beskrevs av George Francis Hampson. Amauridia fuscula ingår i släktet Amauridia och familjen nattflyn. Inga underarter finns listade i Catalogue of Life.